# Nyctimystes tyleri
Nyctimystes tyleri – gatunek płaza bezogonowego z podrodziny Pelodryadinae w rodzinie rzekotkowatych (Hylidae). Endemit papuańskiej części Nowej Gwinei, znany tylko z jednego okazu.

## Taksonomia
Gatunek ten opisał w 1983 roku Richard George Zweifel w oparciu o pojedynczy okaz – dorosłego samca odłowionego przez autora we wrześniu 1969 roku.

## Występowanie
Rzeczywisty zasięg występowania gatunku nie jest możliwy do ustalenia, albowiem znany jest on tylko z holotypu. Lokalizacja typowa to okolice potoku Gapaia, na ścieżce pomiędzy miejscowościami Garaina i Saureli w Morobe, jednej ze wschodnich prowincji Papui-Nowej Gwinei. Obszar ten wznosi się nad poziom morza na wysokość około 1280 metrów.
Pojedyncze spotkanie gatunku niesie też za sobą inne konsekwencje. Nie można między innymi określić jego statusu zagrożenia.
Siedlisko gatunku to potoki o burzliwym nurcie w górskich lasach deszczowych.

## Rozmnażanie
Uważa się, że u podobnie jak u pozostałych przedstawicieli rodzaju Nyctimystes samica składa stosunkowo duże i bezbarwne jaja, z których wykluwają się kijanki przystosowane do życia w szybko płynących wodach.